# Eduardo Caldas
Eduardo Caldas Cavalcanti de Albuquerque (Rio de Janeiro, 18 de setembro de 1984) é um roteirista, diretor, produtor e ex-ator mirim brasileiro. Eduardo é considerado por ser o maior ator mirim de sua geração: a coluna "controle remoto" do jornal O Globo apelidou Eduardo por ser o "Macaulay Culkin brasileiro".
Atualmente atua por trás das câmeras como roteirista, tendo escrito, entre outras coisas, o longa-metragem "A Esperança é a Última que Morre", estrelado por Dani Calabresa.

## Carreira

### Ator-mirim na Rede Globo (1991–1999)
Eduardo fez sua estreia na Rede Globo interpretando o personagem Alvinho em 1991 na novela Felicidade, de Manoel Carlos. Uma grata surpresa junto a Tatyane Goulart, com quem fez memorável parceria na telinha, já foi chamado logo depois, em 1992, para estrelar sua primeira novela das 20h: De Corpo e Alma de Glória Perez. Possivelmente seu maior sucesso, Eduardo interpretou o personagem "Pinguim" e viveu o drama do "menino rico", filho de José Mayer e Maria Zilda Bethlem, que foi trocado na maternidade com o "menino pobre" (vivido por Aaron Hassan), filho de Neuza Borges e Tonico Pereira. Um tremendo sucesso de audiência à época, a decisão sobre com quem deveria ficar cada filho mobilizou o país, mas por conta do triste episódio do  assassinato da atriz Daniella Perez, a novela acabou nunca sendo reprisada e reverenciada como merecia.
À partir deste sucesso inicial, a Rede Globo contratou por definitivo Eduardo, que atuou em diversas novelas de sucesso da emissora, como Pátria Minha, Quatro por Quatro (onde re-editou a dupla de sucesso com Tatyane Goulart), Vira Lata e Era uma vez..., bem como especiais como Você Decide e Os Trapalhões e a mini-série Chiquinha Gonzaga.

### Pausa na carreira (2000–2005)
Estafado, após 10 anos emendando novela em novela, Eduardo decidiu dar um tempo na carreira para curtir a adolescência. Mas a medida que o tempo foi passando e sua personalidade desenvolvendo, Eduardo foi explorando outras áreas (como a música) e, além de não ter sentido saudade de atuar, acabou se tornando uma pessoa mais tímida, de maneira que decidiu encerrar definitivamente a carreira de ator. Em 2001, terminou seu contrato de 7 anos com a Rede Globo.

### Roteirista (2006–presente)
Ainda apaixonado pelo audiovisual em si, ingressou na faculdade de cinema da PUC-Rio em 2003, se especializando em Roteiros, embora tenha dirigido alguns projetos. Seu primeiro trabalho "publicado" foi a segunda temporada do programa Básico, apresentado por Letícia Birkheuer no Canal Multishow. Trabalhou também no seriado O Grande Gonzalez do Porta dos Fundos para a Fox Brasil. Mas seu grande destaque até hoje foi seu primeiro longa-metragem A Esperança é a Última que Morre. A comédia, estrelada por Dani Calabresa, Danton Mello, Katiuscia Canoro e Rodrigo Sant'Anna foi o 16º filme brasileiro mais assistido de 2015, tendo sido indicado a "Melhor Filme" no  9º Los Angeles Brazilian Film Festival (LaBrFF).
"Mudança" de nome
Quando começou a carreira de Roteirista, segundo o próprio para "separar as coisas", Eduardo resolveu "aposentar" o sobrenome Caldas e passou a usar seu outro sobrenome; assinando "Eduardo Albuquerque" para sua persona roteirista e "Eduardo Caldas" para sua persona ator. Em A Esperança é a Última que Morre, por exemplo, ele faz uma pequena ponta, que nos créditos finais é denominada "Eduardo Caldas", enquanto embaixo de "Roteiro:" aparece "Eduardo Albuquerque". Curiosamente apareceu creditado como "Eduardo Albuquerque" em suas primeiras novelas, mas, por sugestão de Manoel Carlos, que dizia que "Caldas" era mais curto e sonoro, resolveu mudar.

## Outros trabalhos

### Reverendo
Eduardo diz que a música é sua maior paixão, mas se rege por uma regra na qual "trabalha com a segunda coisa que mais ama, para não estragar a primeira". De 2001 até 2005 teve uma banda (Canvas), na qual tocava baixo e fazia backing vocals. Autor de algumas músicas, a banda, que chegou a abrir para o Los Hermanos no Circo Voador, registrou apenas uma fita demo em 2002.
Mas em 2013, sob o pseudônimo "Reverendo", lançou um polêmico disco de "Opera Rap", chamado "Pio XI". Completamente escrito (música e letra), gravado, mixado e masterizado por Eduardo, o disco foi lançado no dia 7 de abril de 2013 e está disponível para download no site da PPXI, um Movimento artístico do qual faz parte criado no bairro Jardim Botânico. Em uma faixa "Fim", ele comenta sobre a mal sucedida tentativa de ter a participação especial de Fafá de Belém, de quem é fã, no disco.

## Vida pessoal
Formado em Cinema pela Pontifícia Universidade Católica do Rio de Janeiro (PUC-Rio), é filho do músico Robertinho de Recife e neto de Emília Barreto Correia Lima, Miss Brasil de 1955.
Em Julho de 2016, após namoro de 4 anos, casou-se em Miami com a produtora cultural Fluminense Luisa Acosta Gomes.
Atualmente vive no Rio de Janeiro.

## Filmografia
| Year | Title                            | Credit                              | Notes                                                                                  |
| ---- | -------------------------------- | ----------------------------------- | -------------------------------------------------------------------------------------- |
| 2015 | A Esperança é a Última que Morre | Roteirista                          | Longa-metragem                                                                         |
| 2015 | O Grande Gonzalez                | Roteirista Colaborador              | 10 episódios da série do Porta dos Fundos para a Fox Brasil                            |
| 2013 | Mosaico Fluminense               | Roteirista, Diretor Geral e Criador | Série de 5 episódios para o Canal Premiere                                             |
| 2012 | Decida o Tetr4                   | Roteirista e Diretor                | Filme publicitário estrelado por Gregório Duvivier, produção Clear Light.              |
| 2009 | Básico                           | Roteirista                          | 7 episódios da série do Multishow produzida pela Mixer                                 |
| 2009 | Turma do Niltinho                | Roteirista                          | Episódio "A enciclopédia".                                                             |
| 2008 | Pseudociese                      | Roteirista e Diretor                | Curta-metragem estrelado por Marcelo Adnet e Liliana Castro                            |
| 2007 | Ônibus 17/4                      | Roteirista e Diretor                | Documentário de Curta-metragem                                                         |
| 2001 | Um Anjo Trapalhão                | Ator                                | Longa-metragem da Renato Aragão Produções. Personagem: Jesus                           |
| 2000 | Você Decide                      | Ator                                | 5 episódios da série "Você decide: Transas de Família" Rede Globo. Personagem: William |
| 1999 | Chiquinha Gonzaga                | Ator                                | Mini-série Rede Globo. Personagem: Juca Gonzaga (1ª fase)                              |
| 1998 | Era uma vez...                   | Ator                                | Novela Rede Globo. Personagem: Sarrafo                                                 |
| 1997 | Zazá                             | Ator                                | Novela Rede Globo. Personagem: Jonas                                                   |
| 1996 | Vira Lata                        | Ator                                | Novela Rede Globo. Personagem: Toquinho.                                               |
| 1996 | Malhação de Verão                | Ator                                | Novela Rede Globo. Personagem: Lucas Bragança                                          |
| 1995 | Malhação                         | Ator                                | Novela Rede Globo. Personagem: Lucas Bragança                                          |
| 1994 | Quatro por Quatro                | Ator                                | Novela Rede Globo. Personagem: Dinho "Animal"                                          |
| 1994 | Pátria Minha                     | Ator                                | Novela Rede Globo. Personagem: Gabriel                                                 |
| 1993 | Sonho Meu                        | Ator                                | Novela Rede Globo. Personagem: Chico                                                   |
| 1993 | Trapalhões: Criança Esperança    | Ator                                | Programa especial Rede Globo. Diversos personagens.                                    |
| 1992 | De Corpo e Alma                  | Ator                                | Novela Rede Globo. Personagem: Pinguim                                                 |
| 1991 | Felicidade                       | Ator                                | Novela Rede Globo. Personagem: Alvinho                                                 |